# Costabissara
Costabissara é uma comuna italiana da região do Vêneto, província de Vicenza, com cerca de 5.682 habitantes. Estende-se por uma área de 13 km², tendo uma densidade populacional de 437 hab/km². Faz fronteira com Caldogno, Gambugliano, Isola Vicentina, Monteviale, Vicenza.

## Demografia
| Variação demográfica do município entre 1861 e 2011                               |
|                                                                                   |
| Fonte: Istituto Nazionale di Statistica (ISTAT) - Elaboração gráfica da Wikipedia |